# Тросна (Могилёвская область)
Тро́сна (бел. Тро́сна) — деревня в Александрийском сельсовете Шкловского района Могилёвской области Беларуси.

## География
Деревня расположена в 14 км к юго-западу от Шклова, в 54 км от Могилёва, в 13 км от железнодорожной станции Шклов на линии Могилёв — Орша. Рельеф равнинно-холмистый. Населённый пункт расположен у истока ручья Тросенка (правый приток реки Днепр).
В 1,4 км на юг от деревни находится месторождение суглинков и глин.

## Транспортная система
Транспортные связи по просёлочной дороге, затем по шоссе Шклов — Черноручье. Планировка состоит из прямолинейной улицы, ориентированной с юго-запада на северо-восток. Застройка двусторонняя, свободная, деревянная, усадебного типа.

## История
Упоминается в 1643 году как деревня в составе Шкловской волости Оршанского повета ВКЛ.
После 1-го раздела Речи Посполитой (1772 год) деревня в составе Российской империи, административно в Могилёвском уезде Могилевской губернии.
В 1777 году владение (117 крестьян) князя Адама Чарторыйского. В 1785 году — 21 двор, 257 жителей.
В 1866 имение Тросна по наследству досталось Марии Фадеевне Бжостовской от губернского секретаря Осипа Степановича Бжостовского. В 1882 году у помещицы Марии Фадеевны Бжостовской в имении Тросна было во владении 124 десятины земли.
По сведениям переписи 1897 года — в Старосельской волости Оршанского уезда, 21 двор, 149 жителей. Рядом был хутор Тросна (он же Мурованка) — 3 двора, 10 жителей, действовала водяная мельница.
В 1909 году Троснянскому сельскому обществу (34 двора, 218 жителей) принадлежало 526+1⁄2 десятин земли, хутору Тросна (2 двора, 23 жителя) — 72 десятины земли. Деревня и хутор относились к приходу Шкловской Николаевской церкви, административно в Шкловской волости Могилевского уезда.
В 1909 году открыта земская школа, которая разместилась в наемном помещении.
На базе дореволюционной создана рабочая школа 1 ступени, в которой в 1925 году было 66 учеников из деревень Тросна, Дуброво, застенка Мацево и ближайших хуторов. В ходе программы коллективизации сельского хозяйства в 1930 году образован колхоз имени Молотова.
Во время Второй мировой войны под немецкой оккупацией с июля 1941 года до 27 июля 1944 года.
В 1990 году 43 хозяйства, 83 жителя, в составе колхоза «Маяк» (центр — Большое Уланово). Располагалась ферма для крупного рогатого скота, работал магазин.
В 1997 году 35 хозяйств, 60 жителей. В 2007 году деревня в составе ЗАО «Шкловский агросервис».

## Население

### Численность
- 2007 год — 20 хозяйств, 28 жителей

### Динамика
- 1785 год — 21 двор, 257 жителей
- 1897 год — 21 двор, 149 жителей; в хуторе 3 двора, 10 жителей
- 1909 год — 34 двора, 218 жителей; в хуторе 2 двора, 23 жителя
- 1990 год — 43 хозяйства, 83 жителя
- 1997 год — 35 хозяйств, 60 жителей
- 2007 год — 20 хозяйств, 28 жителей